# روبي بورتون
روبي بورتون (بالإنجليزية: Robbie Burton)‏ هو لاعب كرة قدم بريطاني في مركز جناح ‏، ولد في 26 ديسمبر 1999 في غريفزند ‏ في المملكة المتحدة. شارك مع منتخب ويلز تحت 21 سنة لكرة القدم. أما مع النوادي، فقد لعب مع نادي أرسنال.

## وصلات خارجية
- روبي بورتون على موقع قاعدة بيانات كرة القدم.إي يو (الإنجليزية)
- روبي بورتون على موقع Soccerway.com (الإنجليزية)
- روبي بورتون على موقع عالم كرة القدم.نت (الإنجليزية)